# 南克利特馬河
南克利特馬河（俄语：Южная Кельтма）是俄羅斯的河流，由彼爾姆邊疆區負責管轄，屬於卡馬河的左支流，河道全長172公里，流域面積約5,270平方公里，河水主要來自融雪，每年十一月至翌年四月結冰。

## 外部連結
- South Keltma in encyclopedia of Perm Krai

60°28′04″N 55°41′47″E / 60.46778°N 55.69639°E